# Internationale Messe „Raschid Karami“ in Tripoli
Die Internationale Messe „Raschid Karami“ in Tripoli im Libanon ist ein unvollendetes Ausstellungsgelände, das aufgrund seiner historischen und architektonischen Bedeutung 2023 in die Liste des Weltkulturerbes der UNESCO aufgenommen wurde. Das Messegelände gilt als eines der wichtigsten repräsentativen Werke der modernen Architektur des 20. Jahrhunderts im arabischen Nahen Osten.

## Geschichte
Das Messegelände wurde in den 1960er Jahren von dem brasilianischen Architekten Oscar Niemeyer entworfen, der großen Wert auf die Schaffung von Harmonie und Einheit auf dem gesamten Gelände legte. Es sollte eine permanente internationale Messe für bis zu 2 Millionen Besucher beherbergen und nach der Unabhängigkeit des Libanon ein Symbol für Nationalstolz und Modernisierung werden. Der Ausbruch des libanesischen Bürgerkriegs im Jahr 1975 verhinderte jedoch die Fertigstellung des gesamten Projekts. Während des Krieges wurde das Gelände für militärische Operationen genutzt und unter der Betonkuppel Waffen gelagert.
Im Jahr 2004 gab es Überlegungen, das Gelände in einen Disneyland-ähnlichen Park umzuwandeln, was jedoch aufgrund aufgebrachter Aktivisten wieder verworfen wurde.

## Bauwerke
Der modernistische Ausstellungskomplex liegt zwischen dem historischen Zentrum von Tripolis und dem Hafen. Er besteht aus 15 Gebäuden, die aufgrund der Unterbrechung des Projekts während des Bürgerkriegs im Land unvollendet blieben:
- Grand Canopy, das Hauptgebäude der Messe ist 70 m breit und 620 m lang und besteht aus einer großen überdachten Halle in Form eines Bumerangs, die den Ländern einen flexiblen Raum für ihre Ausstellungen bieten sollte
- Niemeyer-Gästehaus in der Nähe des Eingangs, ursprünglich als Luxushotel geplant, 2018 renoviert und 2022 mit dem Aga Khan Award ausgezeichnet[8]
- Libanesischer Pavillon, quadratischer Vorbau mit Spitzbögen nach dem Vorbild des Palácio Itamaraty in Brasilia, greift Elemente der traditionellen libanesischen Architektur auf
- Experimentaltheater, befindet sich unter einer Kuppel mit einem Durchmesser von 60 Metern und ist als flexible kreisförmige Drehbühne konzipiert
- Hubschrauberlandeplatz mit unterirdischem Raumfahrtmuseum gegenüber dem Theater
- Miniatur-Manège, kegelförmiger Pavillon mit sternförmigem Grundriss nahe des Nebeneingangs (eröffnet in den 1990er Jahren), vermutlich für Kinder gedacht, da sich in der Nähe ein Spielplatz und ein Labyrinth befanden, die heute nicht mehr existieren
- Wasserturm mit Dachrestaurant
- filigraner großer Betonbogen, der den Eingang zum Freilichttheater bildet

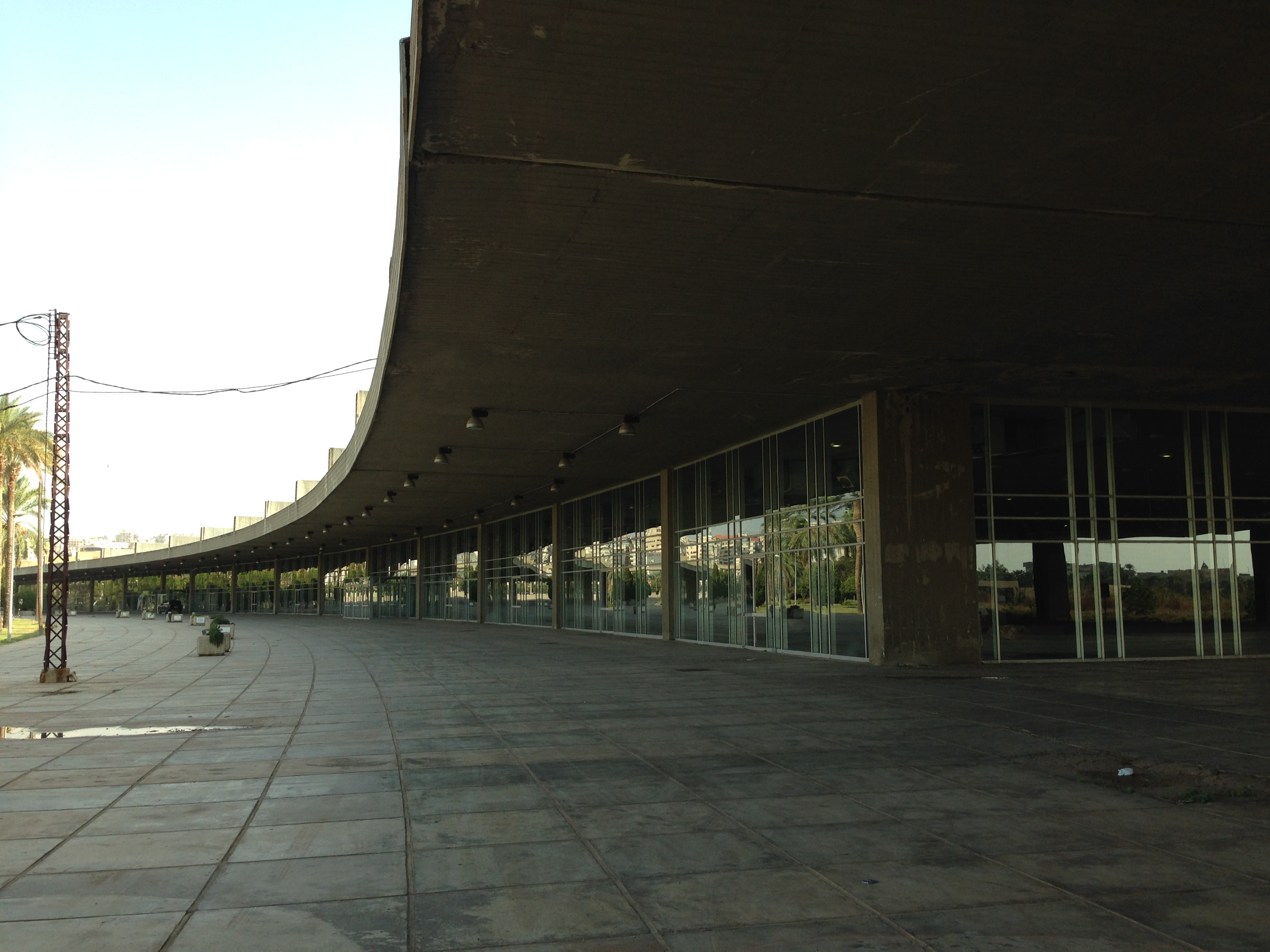
Haupthalle
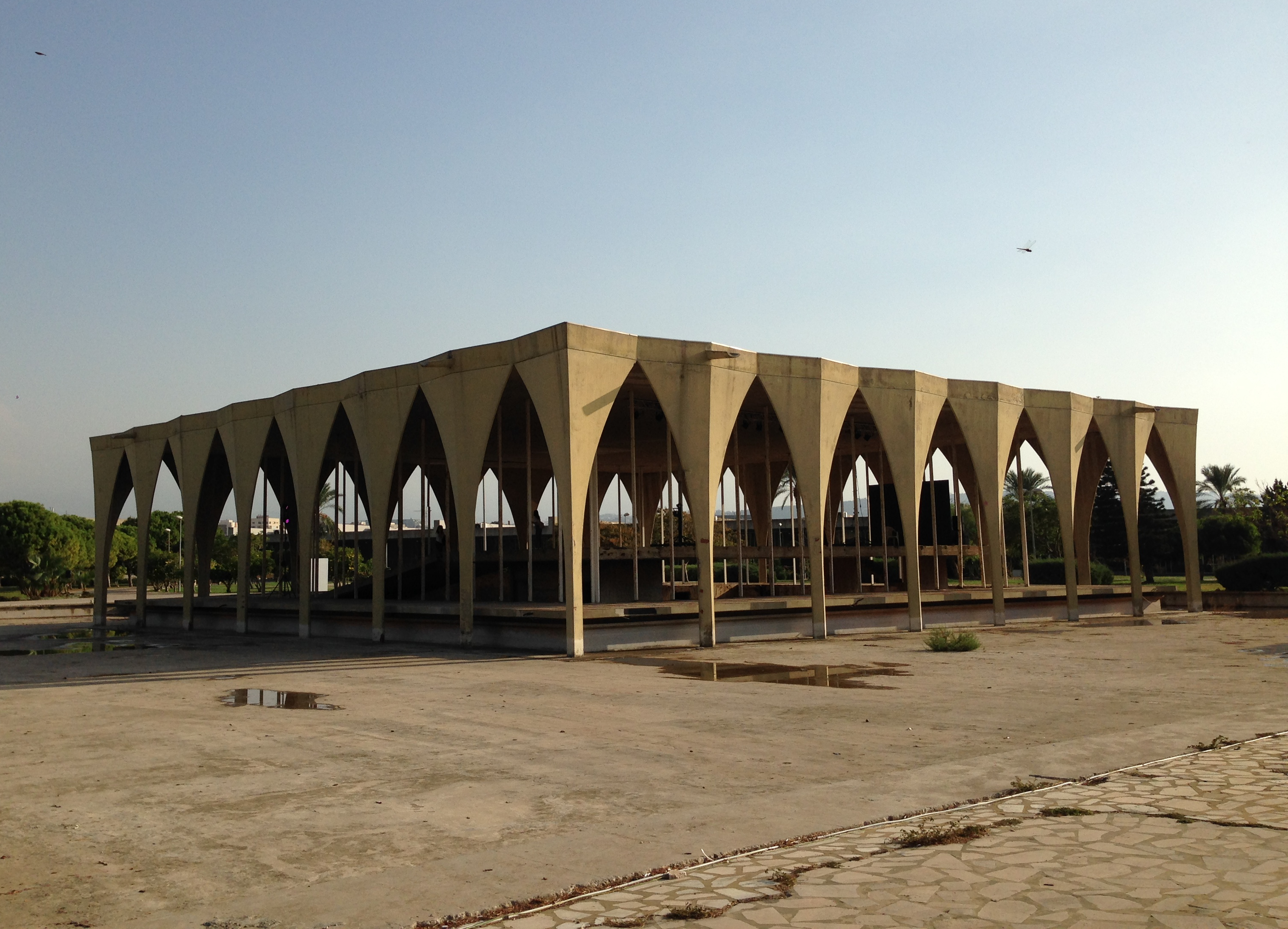
Libanesischer Pavillon
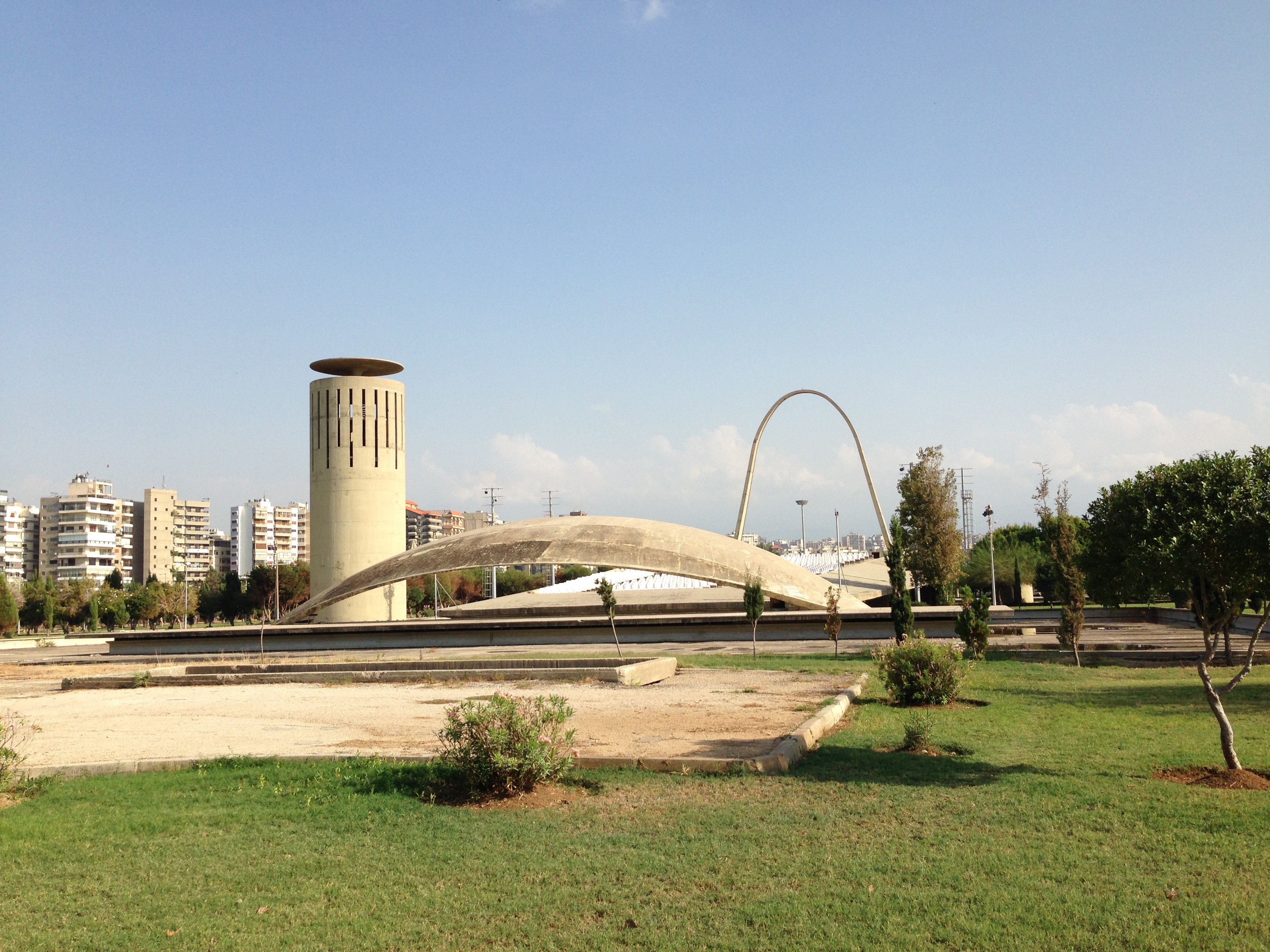
Freilichttheater mit Wasserturm und großen Eingangsbogen
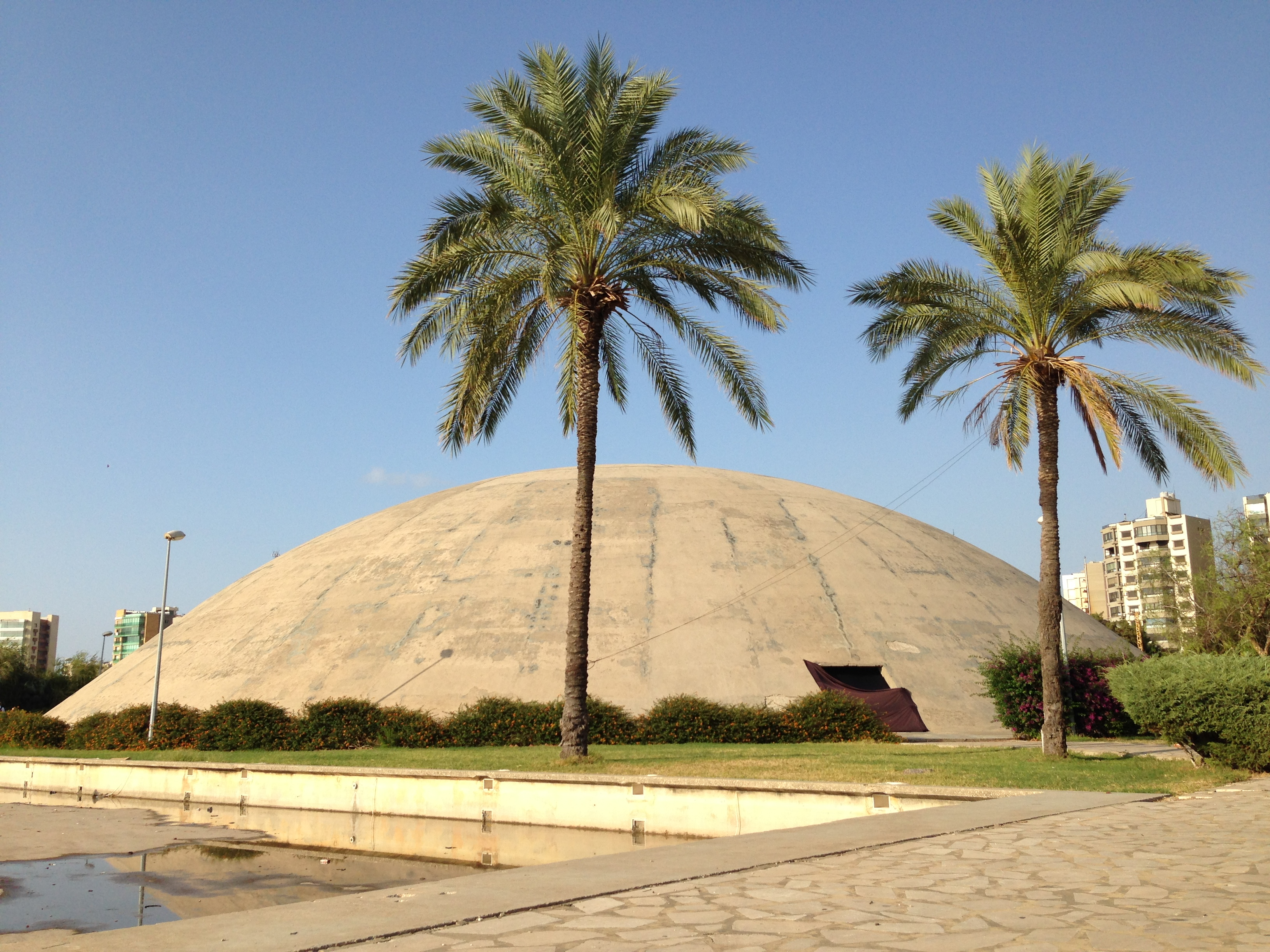
Experimentaltheater
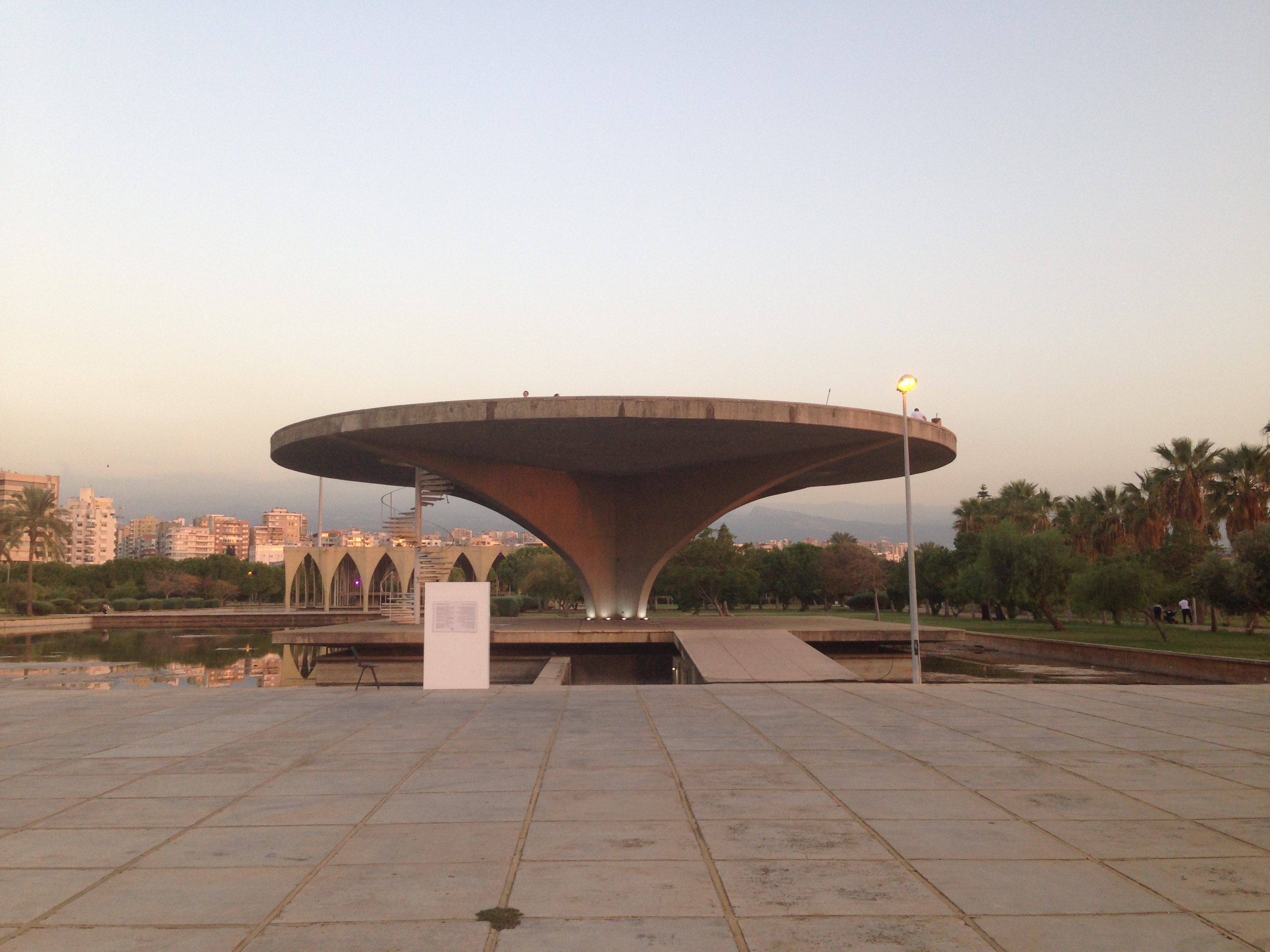
Hubschrauberlandeplatz mit unterirdischem Raumfahrtmuseum
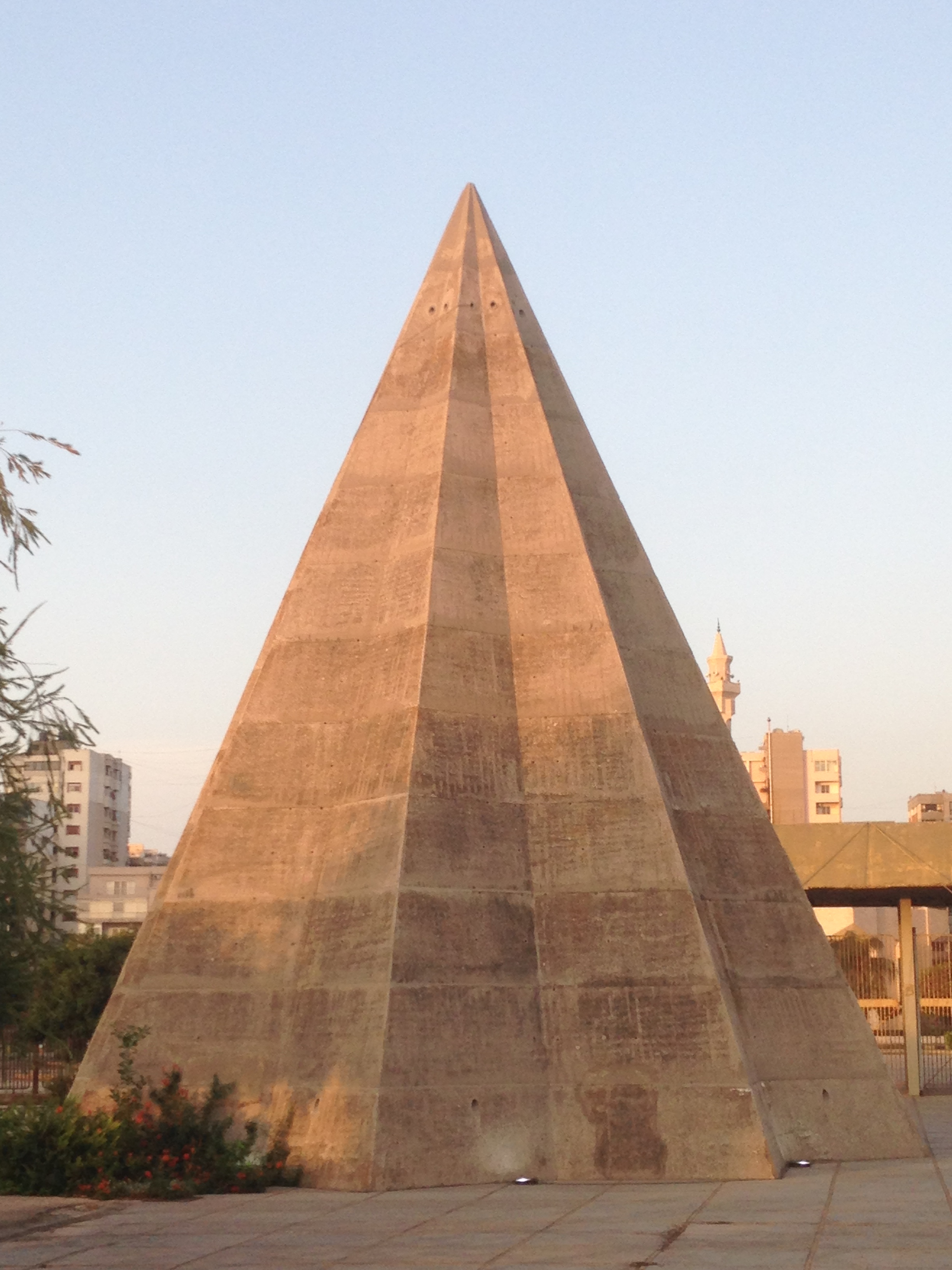
Kinderpavillon

## Welterbestatus
Die Internationale Messe „Raschid Karami“ in Tripoli wurde aufgrund der spezifischen UNESCO-Kriterien (ii) und (iv) in die Liste des Weltkulturerbes aufgenommen. Diese Kriterien lauten:
- Kriterium (ii): Die Internationale Messe „Raschid Karami“ in Tripoli bringt auf außergewöhnliche Weise die gelungene Integration brasilianischer modernistischer Konzepte in den Kontext des arabischen Nahen Ostens in Tripoli zum Ausdruck und ist ein anschauliches Beispiel für den kulturellen Austausch im Bereich der Architektur. Durch die Zusammenarbeit mit Oscar Niemeyer, dem Architekten des Komplexes, konnten libanesische Ingenieure und Bauunternehmer wertvolle Erfahrungen mit anspruchsvollen großen Stahlbetonstrukturen und Betonschalen sammeln, während eine neue Generation libanesischer Architekten von Niemeyers „brasilianischem Modernismus“ inspiriert wurde, der sich in vielen ihrer Werke widerspiegelt, sei es im Libanon oder im arabischen Nahen Osten.
- Kriterium (iv): Das monumentale Projekt von Oscar Niemeyer für die Internationale Messe in Tripoli ist ein herausragendes Beispiel für die Weltausstellungen, die in den neuen unabhängigen arabischen Ländern als Ausdruck des Nationalstolzes und als Teil des weltweiten Modernisierungsprozesses entstanden. Es handelt sich um ein herausragendes architektonisches Beispiel eines großen modernistischen Ausstellungskomplexes, der eine architektonische Typologie definiert, die sich durch Einfachheit und Disziplin auszeichnet, mit einem einzigen großen Hauptgebäude, in dem die Pavillons untergebracht sind, und einer Reihe kleinerer Strukturen, die sozialen, reformatorischen und pädagogischen Zwecken dienen.

Zusätzlich hat das Welterbekomitee die Stätte aufgrund ihres alarmierenden Erhaltungszustands, des Mangels an finanziellen Mitteln für ihre Erhaltung und der latenten Gefahr von Entwicklungsprojekten, die die Integrität des Komplexes beeinträchtigen könnten, in die Liste des gefährdeten Welterbes eingetragen. Die Aufnahme der Stätte in diese Liste eröffnet den Zugang zu verstärkter internationaler technischer und finanzieller Unterstützung.